# 阿爾特豪施奈德峰

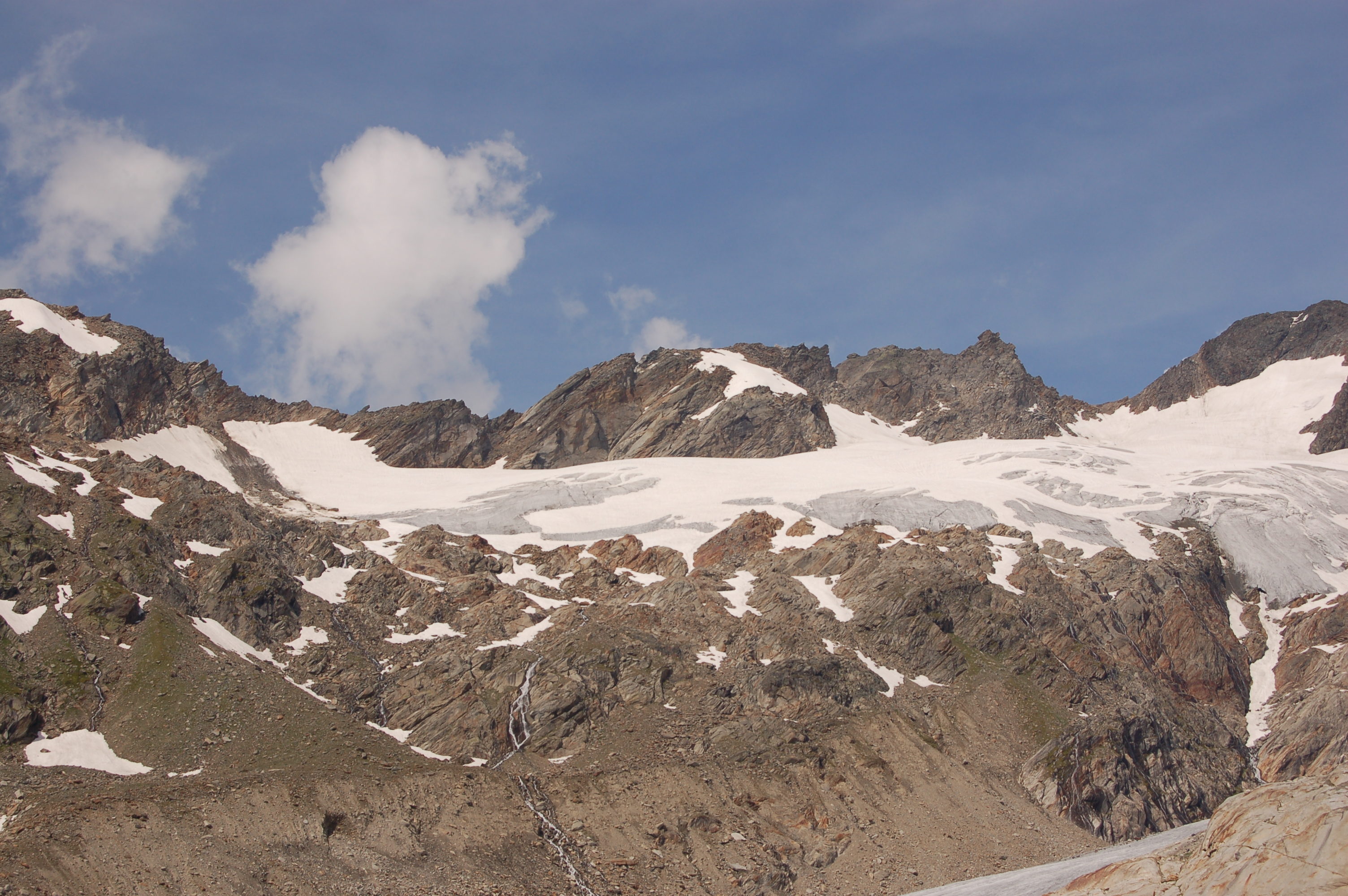

47°03′46″N 12°13′46″E / 47.062915°N 12.229328°E
阿爾特豪施奈德峰（德語：Althausschneidespitze），是南歐的山峰，位於奧地利和意大利接壤的邊境，屬於維內迪傑山脈的一部分，海拔高度3,225米，人類在1921年首次登頂。